# Ladislav Volešák
Ladislav Volešák (Hradištko pod Medníkem, 7 aprile 1984) è un calciatore ceco, centrocampista dello Slovan Hradištko.

## Carriera
Nasce in una località a pochi chilometri dalla capitale ceca e trascorre le giovanili nello Sparta Praga. Nel 2003 entra nella rosa della seconda squadra giocando con regolarità in 2. Liga, la seconda serie dopo la Gambrinus Liga.
Nel 2004 va in prestito al Mladá Boleslav che non gli dà spazio e torna a fine anno a Praga.
Nel 2006 viene nuovamente ceduto in prestito, questa volta alla Dynamo České Budějovice dove trova più spazio giocando per l'intera stagione e segnando 6 reti.
Nel 2007 lascia lo Sparta per accasarsi ai rivali dello Slavia e questa volta in prima squadra. Qui vince due campionati cechi in due anni giocando con discreta continuità fino al 2010, quando a gennaio viene ceduto in prestito di nuovo alla Dynamo České Budějovice dove gioca l'ultima parte della stagione.
Nel 2010 passa definitivamente allo 1. FC Slovácko, segnando il 2-0 in Slovacko-Dynamo Ceske Budejovice, contro la sua ex squadra.